# Imposturas intelectuales
Imposturas intelectuales (en francés: Impostures intellectuelles) es un libro publicado en Francia en 1997, al año siguiente en EE. UU. con el título de Fashionable Nonsense: Postmodern Intellectuals’ Abuse of Science (que se traduce como Sinsentidos de moda: El abuso de la ciencia por parte de los intelectuales posmodernos); y luego en el Reino Unido como Intellectual Impostures (ISBN 1-86197-631-3), el cual fue escrito por Alan Sokal (Doctor en física estadounidense) y Jean Bricmont (físico teórico belga y profesor en física).

## Tesis del libro
El libro examina y desarrolla principalmente dos puntos:
1. El uso incompetente y pretencioso de conceptos científicos por un grupo pequeño, pero influyente, de filósofos e intelectuales de ramas no científicas o disciplinas que no lo son en sentido formal (como psicoanalistas);
2. El problema del relativismo cognitivo, es decir, la idea de que la «ciencia moderna es comparable a (nada más que) un mito moderno, una «narración» o «construcción social» entre otros apelativos».[1]

El libro contiene diversas citas analizadas minuciosamente, dejando en evidencia los trabajos de un gran abanico de filósofos:
- Jacques Lacan
- Julia Kristeva
- Paul Virilio
- Gilles Deleuze
- Félix Guattari
- Luce Irigaray
- Bruno Latour
- Jean Baudrillard

### Escándalo Sokal
Sokal dio más validez a su crítica aportando una prueba y de una manera relativamente original. Redactó una «parodia de texto posmoderno» titulada «Transgresión de las fronteras: hacia una hermenéutica transformadora de la gravedad cuántica» (originalmente «Transgressing the boundaries: toward a transformative hermeneutics of quantum gravity»); se trataba de un texto lleno de absurdos, sin sentidos, carente de lógica, pero reforzada con lenguaje pretencioso, rebuscado y complicado; sumado a algunas citas de célebres intelectuales.
La parodia de texto fue enviada a la prestigiosa revista estadounidense Social Text, que posteriormente la aceptó y la publicó en 1996 en uno de sus números especiales.
Poco después Sokal reveló la broma, ejemplificando vivamente cómo el abuso de la terminología científica y las extrapolaciones de las ciencias exactas a las humanas que hacen los autores de las ciencias humanas muchas veces son incoherentes, puede no decir nada y engañar a quienes carecen de formación científica.

## Reacciones: apoyo a Sokal y Bricmont y su obra

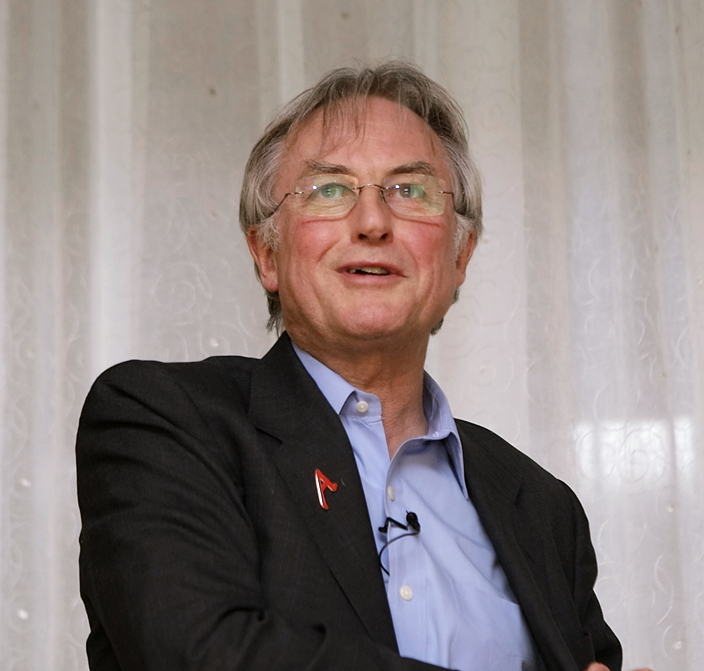
Richard Dawkins.

De acuerdo con la editora del New York Review of Books, Barbara Epstein (quien afirmó haber disfrutado el libro), la obra dividió amargamente las opiniones de especialistas en las ramas humanas. Mientras algunos la festejaron, otros se ofendieron. En algunos grupos de lectura la relación fue igualmente polarizada en partes iguales, entre defensores apasionados y detractores de Sokal.
1. Thomas Nagel (filósofo estadounidense) apoyó la obra de Sokal & Bricmont, describiéndola como un libro altamente consistente y «rico en citas de habladurías pseudocientíficas por parte de intelectuales franceses de nombre-marca, todo ello con pacientísimas explicaciones de por qué son habladurías» y agregó: «Parece haber algo en la escena parisina que la hace particularmente receptiva, susceptible o tendenciosa a la verbosidad o palabrería desenfrenada».
2. Varios científicos han expresado asimismo su apoyo a la tesis del libro, tal es el caso de Richard Dawkins (reconocido biólogo evolucionista británico), que ha expresado sentir similar. Dawkins, en una revisión del libro, dijo a propósito de la discusión sobre Lacan: «No necesitamos la pericia matemática de Sokal y Bricmont para estar seguros de que el autor de este material (Lacan) es un fraude. Quizás sea sincero cuando habla de temas no científicos, pero un filósofo (Lacan) que equipara el órgano eréctil con la raíz cuadrada de menos uno, al menos en lo que a mí respecta, acaba con su credibilidad, incluso cuando trata de cosas en las que yo mismo no tengo ni idea.»

## Críticas a la obra

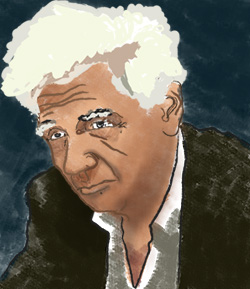
Jacques Derrida.

1. Por una parte, Jacques Derrida, escribió en contra de la manipulación del artículo de Sokal en Le Monde, 20-11-1997, y puso en evidencia su falta de seriedad al ver que solo elegían a ciertos franceses, especialmente señalados, pues no estudiaban escrupulosamente sus llamadas "metáforas" científicas ni su papel, tampoco su estatuto y sus efectos en los discursos que reprobaban. Añadía Derrida que toda esa operación mediática (de la que sacaron rédito inmediato), era una lectura superficial, en la que se percibía bien que ni habían leído las obras impugnadas, ni conocían las humanidades, ni discernían un comentario retórico del razonamiento de un analista cultural.
2. Por otro lado, destaca expresamente Baudouin Jurdant,  doctor en filosofía de la ciencia,  por su minuciosa crítica de Imposturas intelectuales, pues coordinó el libro Imposturas científicas: los malentendidos del caso Sokal 2003. Eligió este a un grupo de científicos —físicos, matemáticos, filósofos o sociólogos—, especialistas en los pensadores franceses atacados por Sokal y Bricmont, y analizaron las lecturas concretas de Sokal, subrayando la manifiesta insuficiencia de conocimientos acerca de lo que criticaban, así como su ignorancia en los recursos literarios y argumentativos de la filosofía francesa: la «verdad» se busca de muchas maneras, decían, y no tiene que ver con las demostraciones de las ciencias formales.
Observaron además, en Imposturas científicas, cómo todo empezó por intereses de Sokal, que quería desprestigiar a los postestructuralistas y a los científicos relacionados con este campo, por pertenecer al campo político contrario —punto, sin embargo, desmentido en Imposturas Intelectuales—. Y señalaban que el éxito del libro se debió al apoyo de medios de comunicación o centros universitarios asociados con los discursos dominantes. En Imposturas intelectuales, se querría exponer que los filósofos franceses son unos «relativistas», «pseudocientíficos e irracionalistas», sin haber leído seriamente ningún libro de los filósofos mencionados. Por ejemplo, señalan que Lacan es un buen conocedor de matemáticas, y Latour un conocedor de las ciencias, entre muchos otros ejemplos, lo que les conduce a conclusiones completamente contrarias a las de Sokal y Bricmont. Estos dos físicos se habrían limitado a adaptar textos franceses a los fines deseados por ellos.
3. Por su parte, Gabriel Stolzenberg, un matemático, argumenta que Sokal y Bricmont no poseen suficiente comprensión de las posturas filosóficas que critican y que tal carencia de entendimiento convierte su crítica en carente de significado.
4. El psicoanalista Bruce Fink acusa a Sokal y Bricmont de requerir que la «escritura seria» no haga otra cosa que «transmitir significados claros». Pero Fink argumenta que algunos de los conceptos que Sokal y Bricmont consideran arbitrarios, tienen sus raíces en la historia de la lingüística, y que Jacques Lacan utilizaba explícitamente conceptos matemáticos de manera metafórica, no declarando en ningún momento que sus conceptos estuviesen fundados matemáticamente. En la opinión de Fink, Sokal y Bricmont no interpretan correctamente las palabras y el lenguaje críptico de Lacan. Sokal y Bricmont responden que no siempre entienden las obras de estos autores, puntualizando que «los lectores especializados encontrarán, la mayoría de las veces, que sus afirmaciones no tienen el menor sentido o que, aún siendo a veces aceptables, son fútiles y confusas» y que cuando se emplean conceptos científicos y matemáticos fuera de su campo, es preciso argumentar su pertinencia, a menos que se trate de, vilmente, impresionar al lector.
5. Para Arkady Plotnitsky (matemático y profesor de la Universidad de Purdue de teoría literaria), los problemas centrales del libro de Sokal y Bricmont son cuatro:
1. Su carencia de familiaridad con todos los asuntos que tratan.
2. Ignoran los contextos históricos del uso de las matemáticas y de la ciencia.
3. Demuestran una carencia de aptitud para la filosofía.
4. No muestran que comprendan la historia o la filosofía de las matemáticas ni la ciencia y, lo que es más importante, de hecho cometen errores matemáticos y científicos ellos mismos.[15]